# Rhizoecus pallidus
Rhizoecus pallidus är en insektsart som beskrevs av Tereznikova 1968. Rhizoecus pallidus ingår i släktet Rhizoecus och familjen ullsköldlöss.
Artens utbredningsområde är Ukraina. Inga underarter finns listade i Catalogue of Life.